# Alireza Manszuriján
Alireza Manszuriján (perzsául: علیرضا منصوریان, Teherán, 1971. december 2. –) iráni labdarúgó-középpályás, a Naft Tehrán FC vezetőedzője.